# Raúl Guti
José Raúl Gutiérrez Parejo (Zaragoza, 30 de diciembre de 1996), conocido como Raúl Guti o simplemente Guti, es un futbolista español que juega como centrocampista en el Real Zaragoza de la Segunda División de España.

## Trayectoria

### Real Zaragoza
Formado en las categorías inferiores del Stadium Casablanca, entró a formar parte de la cantera del Real Zaragoza en 2013, con diecisiete años, hasta formar parte de la plantilla del Deportivo Aragón con la que logró ascender a la Segunda División B de España en la temporada 2016-17.
Debuta en la última jornada de liga de la temporada 2016-17 de la Segunda División de España con el Real Zaragoza de la mano de César Láinez, anotando un gol. Con Natxo González como nuevo entrenador se ganó un lugar en el once, tras sus actuaciones desde la pretemporada, y en los partidos de copa y liga con el vitoriano.

### Elche C. F.
Tras consagrarse como uno de los jugadores de mayor potencial de la Segunda División de España, su carrera deportiva cambió de rumbo en septiembre de 2020. El Real Zaragoza, equipo en el que militaba en ese momento, decidió traspasarlo para aliviar los graves problemas económicos debidos a la gran deuda que arrastraba el club maño. Tras haber recibido ofertas de múltiples equipos de Primera y de Segunda División, el día 20 aceptó la oferta de 4 millones de euros realizada por el Elche C. F., haciéndose el conjunto ilicitano con sus servicios hasta 2024.
El 11 de enero de 2021 marcó su primer gol en Primera División en la derrota de su equipo por 1-3 frente al Getafe C. F.

### Regreso a Zaragoza
El 1 de febrero de 2024 se hizo oficial su regreso al Real Zaragoza tras llegar a un acuerdo para su cesión lo que restaba de temporada. Disputó su primer partido cuatro días después frente al Real Sporting de Gijón, el único que jugó ya que en ese mismo encuentro se fracturó la rótula. Al expirar el periodo de cesión volvió a Elche y en febrero de 2025 inició su tercera etapa en Zaragoza firmando hasta 2026.

## Clubes
| Club                   | País   | Año       |
| ---------------------- | ------ | --------- |
| Deportivo Aragón       | España | 2015-2017 |
| Real Zaragoza          | España | 2017-2020 |
| Elche C. F.            | España | 2020-2025 |
| Real Zaragoza (cesión) | España | 2024      |
| Real Zaragoza          | España | 2025-     |